# Guido Fabiani (autore)
Guido Fabiani (Sequals, 2 agosto 1869 – Milano, 19 novembre 1947) è stato uno scrittore e giornalista italiano. È diventato famoso con il romanzo Mani nere e cuor d'oro.

## Biografia
Guido Fabiani nasce a Sequals (Udine), nel palazzo di famiglia - conosciuto come palazzo Domini e ora sede del Comune - da Olvino de Fabiani, avvocato, e da Valentina Olivetti, insegnante. All'età di 11 anni lascia Sequals, per studiare al collegio "Marco Foscarini", a Venezia. Dapprima un po' spaesato, si fa quindi apprezzare, scrivendo a 15 anni una novella che è premiata e pubblicata su un giornale.
Da Venezia, finito il collegio in cui aveva fatto anche da precettore ai ragazzi più giovani, frequenta l'Università degli Studi di Padova e, contemporaneamente, fa il servizio militare. Lo ritroviamo successivamente a Venezia, nella redazione de Il Gazzettino.
Nel 1892 il suo primo romanzo per ragazzi, Le vicende di una rana, pubblicato dall'editore milanese Carrara. Una serie di avventure della protagonista suggeriscono come la vita degli umili possa a volte essere preferibile a quella dei potenti. Il libro ottiene successo ed è tradotto e pubblicato in tedesco. Nel 1893 scrive Le vicende di un soldo.
Guido Fabiani si rende conto che il centro dell'editoria è Milano, quindi decide di spostarsi in questa città, dove diventa redattore di un giornale per bambini, il Frugolino, pubblicato tra le edizioni del periodico Il risveglio educativo, di cui è redattore-capo.
Nel 1893 sposa Ernestina Biffignandi, di Vigevano, donna piena di energie e di iniziative educative, rivoluzionarie per quei tempi. Nel 1894 nasce il figlio Antonmaria. Guido Fabiani continua scrivere: versi per l'editore Vallardi e, per Carrara Editore, una serie di romanzi per ragazzi: Gino e Mario, Rachele, Emma e nel 1897 Un viaggio avventuroso.
Nel 1897 fonda Il Corriere delle Maestre, che dirigerà per 42 anni. Questa testata ha lo scopo di assistere e sostenere il corpo insegnante, allora in difficoltà, sia sul piano didattico sia su quello sindacale. Nel 1898 fonda due settimanali per bambini: L'Omettino e La Donnina, che dirige fino al 1906, quando li fonde in un'unica testata, che continua le pubblicazioni fino al 1911. Sempre del 1898 è il suo corso di letture per le elementari Casa mia Patria mia, che ottiene un buon successo.
Inizia il legame con l'editore Vallardi, che diventerà presto il suo editore fisso e pubblicherà ogni suo scritto. La sua copiosa produzione continua con La storia di un passerotto per i più piccini, e Amatevi! del 1899, cui seguiranno Capitan Manfredi, Trottolino e Neretta, Bianchetto, Nel paese di baraonda, Nel pollaio di Benzur.
Nel 1901 scrive Uccelletto nero, singolare romanzo che anticipa e prepara alle avventure del piccolo spazzacamino, protagonista di Mani nere e cuor d'oro, che è considerato il suo capolavoro ed è pubblicato nel 1905, con un successo che richiede molte ristampe ed edizioni. Nel 1992 l'editore Iwanami Shoten lo includerà in una raccolta di capolavori europei per ragazzi e ne stamperà la traduzione in caratteri giapponesi, ma con le illustrazioni originali di Aldo Mazza.
Scoppia la prima guerra mondiale e Guido Fabiani vive l'angoscia per la chiamata alle armi dell'unico figlio, la disperazione dei cugini friulani - profughi dalla regione martoriata dai combattimenti – che accoglie e ospita a Milano, dopo la rotta di Caporetto.
Guido Fabiani scrive un altro libro per ragazzi, La gran fiamma, storia delle traversie di una famiglia che vive nel Trentino occupato; lancia con il suo giornale raccolte fondi per le popolazioni devastate, distribuisce mille bandiere ad altrettanti paesi ora italiani, sostiene le colonie di italiani a Trento, aiuta con altre iniziative lanciate dal suo settimanale, che diventa anche un potente strumento di comunicazione.
Il nuovo assetto politico post-bellico dell'Italia non lo vede allineato e il Corriere delle Maestre continua a mantenersi fedele all'etica che lo ha sempre contraddistinto e non sostiene il regime fascista: nel 1939 gli viene quindi tolta la direzione del settimanale - che aveva fondato e diretto per 42 anni  ed è sostituito con una figura più gradita al regime.
Guido Fabiani, già provato nel 1937 dalla perdita della moglie Nina e privato del suo giornale, durante la spaventosa seconda guerra mondiale si rifugia nel lavoro e negli affetti famigliari.
Nel novembre del 1947 la sua vena di scrittore prolifico, di uomo forte e coraggioso, è troncata da una motocicletta che lo investe, mentre attraversa la strada per andare e prendere a scuola la nipotina Titti. Ha per mano la piccola Lietta e il suo ultimo pensiero, prima di morire, è sapere se è salva.
Rimangono le sue opere, con un linguaggio dal sapore ormai antico: ha il merito di avere contribuito all'alfabetizzazione in Italia dove, quantunque la scuola dell'obbligo fosse stata istituita già nel 1859, l'analfabetismo era ancora diffuso.

### Altri scritti
- I friulani del 1864, Udine, Del Bianco Domenico, 1891, SBN IEI0337448.
- Le vicende della patria narrate di Guido Fabiani alla quinta classe elementare: storia moderna e contemporanea secondo i vigenti programmi governativi, Roma, Vallardi, s.d., SBN IEI0320713.
- Uccelletto nero : racconti per fanciulli / Guido Fa-biani ; con illustrazioni del pittore E. Talman. - Mi-lano : A. Vallardi, 1908
- Da cuore a cuore: letture per la quinta classe elementare, Milano, Ed-Orizzonte, s.d., SBN IEI0303367.
- Fatti e uomini della storia d'Italia: dalla caduta dell'Impero d'occidente al 1815: per la quinta classe elementare, Milano, A. Vallardi, 1909, SBN LO10748076.
- Inni e canti patriottici / commentati ai fanciulli da Guido Fabiani, Milano, A. Vallardi, 1916, SBN LO11406007.
- Casa mia Patria mia: libro di lettura secondo i vigenti programmi sesta classe elementare femminile e mista, 3ª ed., Milano, Vallardi, 1919, SBN LO11377142.
- Hans Christian Andersen, Le migliori novelle rinarrate da Guido Fabiani, Milano, Vallardi, 1953, SBN CUB0019884.[2]

### Collaborazioni
- Dina Raselli Cavalla, Diario completo per la prima classe elementare, preceduto dal programma particolareggiato, con prefazione di Guido Fabiani, Milano, Vallardi, 1915, SBN CUB0535175.
- Luigi Neretti (a cura di), I canti della scuola: canti adatti ad ogni specie di Istituto Scolastico, Firenze, Genesio Venturini, s.d., SBN MUS0072675.[3]

### Testate giornalistiche
- L'omettino: giornale illustrato per i fanciulli, diretto da Guido Fabiani, Milano, Stab. Tip. di Antonio Vallardi Edit., 1898-1905, SBN CFI0360227.

### Testi pubblicati in Braille
- I mille: inni e canti patriottici, Firenze, Stamperia nazionale braille, s.d., SBN LEK0003982.

## Onorificenze
Medaglia d'Oro, concessa dal Re d’Italia per meriti nella pubblica istruzione.